# Procès des Quatre de Butare
Le procès des Quatre de Butare juge quatre Rwandais condamnés pour des crimes de guerre commis pendant le génocide des Tutsis au Rwanda.
Il s'ouvre le 17 avril 2001, et se déroule jusqu'au 8 juin 2001  devant la cour d'assises de Bruxelles. 
C'est la première fois qu'un tribunal belge condamne des personnes pour un crime commis à l'étranger et contraire au droit international.

## Accusations
Les quatre individus sont Vincent Ntezimana, ancien professeur à l'université de Butare ; Alphonse Higaniro, ex- ministre et directeur de l'usine de la société rwandaise des allumettes ; et les religieuses bénédictines Sœur Gertrude (Consolata Mukangango) et Sœur Kisito (Julienne Mukabutera). Les quatre ont fui vers la Belgique. 
Des témoignages stipulent que les deux religieuses participent au génocide en dirigeant activement les milices vers les personnes qui ont cherché refuge au couvent de Sovu au sud du Rwanda pendant le génocide rwandais. Elles fournirent même de l'essence pour incendier le garage où environ cinq cents à 1000 personnes meurent brûlées. En tout, elles auraient participé au meurtre de 4 à 5000 personnes, au couvent de Sovu.
Vincent Ntezimana est accusé d'avoir fourni le nom de ses collègues à la milice et d'avoir tué deux Tutsis lui-même. Alphonse Higaniro est accusé d'avoir organisé la tuerie et incité ses employés à participer au génocide,.
Ils plaident tous non coupables.

## Coût
Le gouvernement belge dépense deux à trois millions d'euros (90 millions de francs belges) pour ce procès, permettant à environ 180 témoins de comparaître. 50 d'entre eux viennent du Rwanda et seront hébergé,.

## Chronologie du procès

### Préparation
La Belgique n’a pas à l’époque du procès de traité d’extradition avec le Rwanda. Les tribunaux belges recourent à la compétence universelle. Il s'agit de la première affaire dans laquelle la Belgique applique la compétence universelle. En outre, c'est la première fois que des individus étaient jugés et condamnés en vertu de la loi de 1993 concernant les violations graves de la convention de Genève pour les crimes de guerre,.
Le juge d'instruction est Damien Vandermeersch qui fut l'objet de nombreuses pressions. Le président du jury est Luc Maes.

### Condamnation
Les quatre accusés sont reconnus coupables par un jury de 12 personnes d'avoir participé au meurtre de citoyens tutsis et condamnés en vertu de la loi belge. Julienne Mukabutera est condamnée le 8 juin 2001 à 12 ans. Gertrude Mukangango est condamnée à 15 ans de prison. Vincent Ntezimana est condamné à 12 ans de prison et Alphonse Higaniro à 20 ans de prison. 